# Dulovine
Dulovine (en serbe cyrillique : Дуловине) est un village du centre du Monténégro, dans la municipalité de Kolašin.

## Démographie

### Évolution historique de la population
| 1948 | 1953 | 1961 | 1971 | 1981 | 1991 | 2003 |
| ---- | ---- | ---- | ---- | ---- | ---- | ---- |
| 54   | 55   | 78   | 97   | 210  | 370  | 87   |